# Castello Roganzuolo
Castello Roganzuolo (Castel en veneciano) es una frazione italiana situada en la provincia de Treviso de San Fior, comuna, en la región del Véneto, en el norte de la península italiana. La ciudad se encuentra sobre los Colli Veneti. Está situada a unos 30 kilómetros al norte de Treviso.

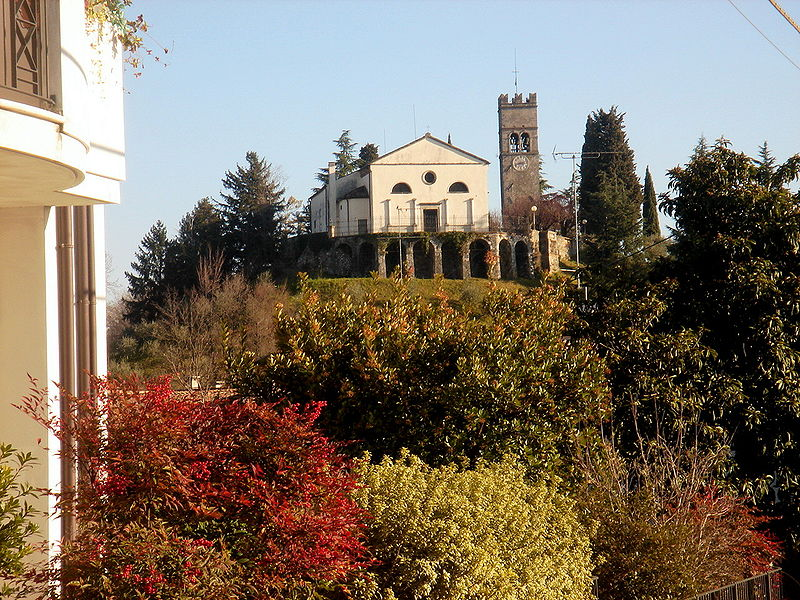
Iglesia parroquial.

En la iglesia parroquial se puede contemplar un tríptico de Tiziano Vecellio que data 1549 y frescos de Pomponio Amalteo que data siglo XVI.

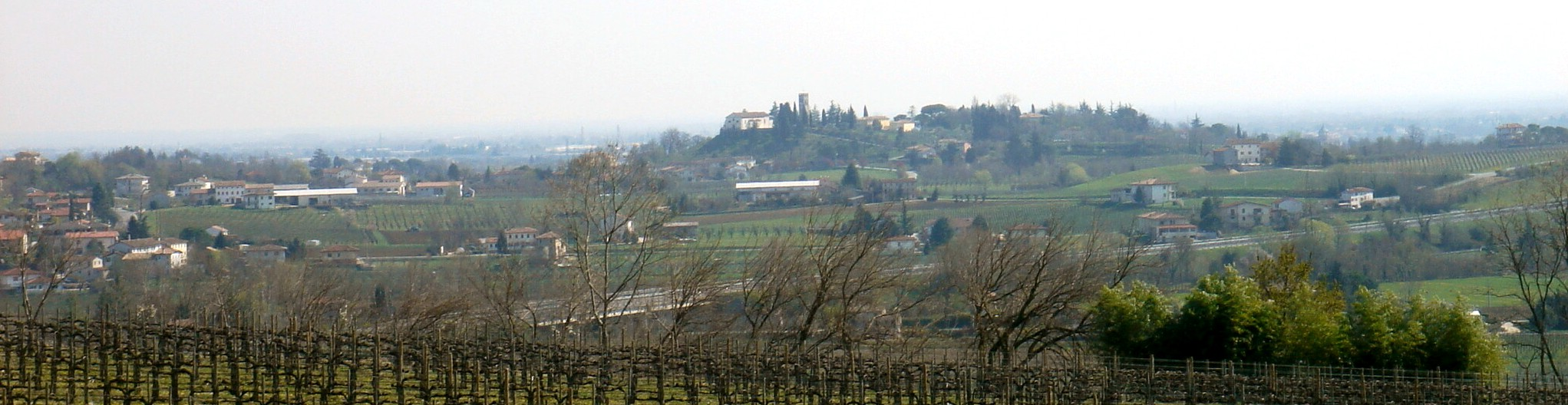
Panorama.